# Дева Мария Гваделупская

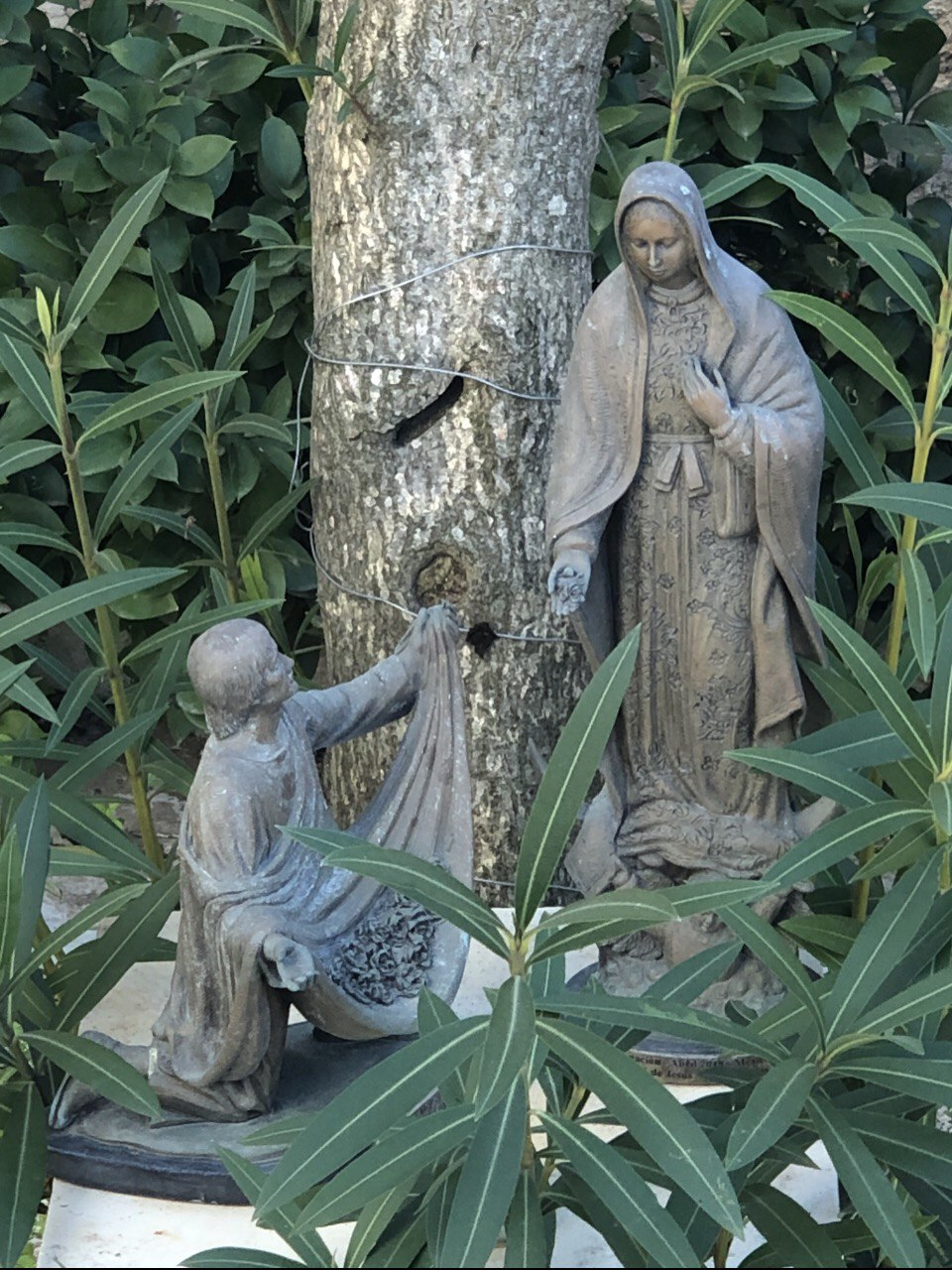
Скульптурное изображение явления Девы Марии Хуану Диего. Францисканский монастырь на горе Фавор.

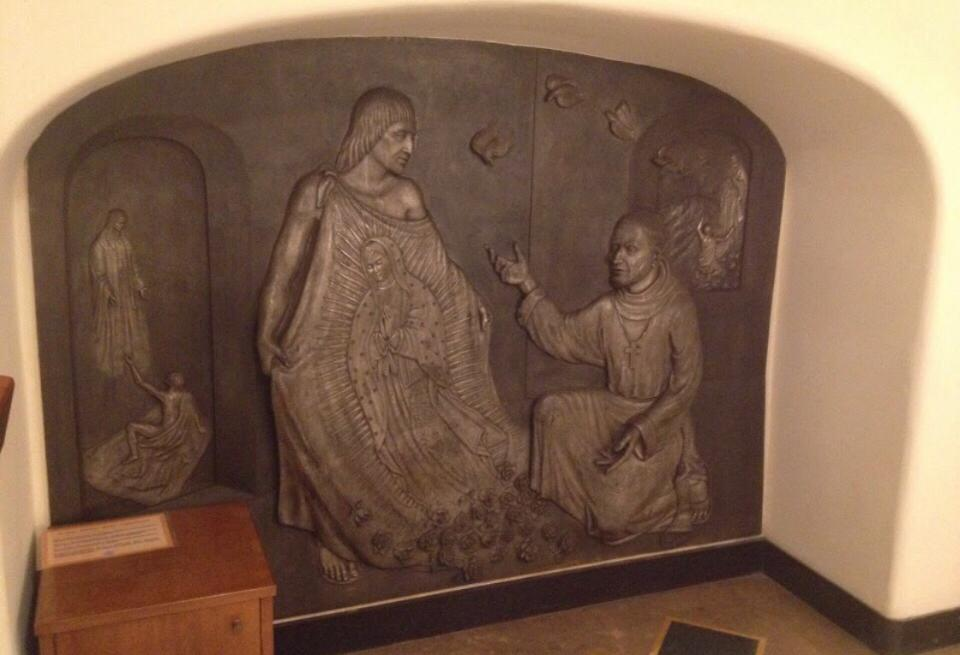
Хуан Диего разворачивает тильму перед епископом Хуаном Сумаррагой. Барельеф в капелле Девы Гваделупской. Крипта Собора Святого Петра. Рим

Дева Мария Гваделупская (исп. Nuestra Señora de Guadalupe) — образ Девы Марии, наиболее почитаемая святыня Латинской Америки. В Католической церкви почитается как нерукотворный образ. Пресвятая Дева в этом иконографическом варианте изображается, как правило, смуглой.

## История
Одним из первых источников, рассказавших о происхождении нерукотворного образа, являются записи Луиса Лассо де ла Вега, датируемые 1649 годом. Согласно им, Дева Мария в декабре 1531 года четырежды являлась мексиканскому крестьянину Хуану Диего Куаухтлатоатцину.
Согласно этим записям, первое явление состоялось 9 декабря 1531 года, когда Хуан Диего, перешедший в христианство ацтек, шёл в Тлателолко, чтобы участвовать в Мессе и уроке катехизиса, увидел Деву Марию на вершине холма Тепейак (на севере современного Мехико). Она обратилась к нему на его родном языке, употребив при этом нежную форму, используемую на языке науатль для выражения особой нежности к ребёнку: «Хуан Диего, дорогой сынок, Я тебя люблю и хочу, чтобы ты знал Кто Я. Я Дева Мария, Матерь Единого и Истинного Бога, Который есть Господь и Творец неба и земли.
Я хочу, чтобы здесь был построен храм, где Он явит Себя всем, через любовь, сострадание и помощь, подаваемые по Моему заступничеству.
Я действительно твоя милосердная Мать, Мать всех вас и Мать всех живущих на этой земле, и всего человечества, всех тех, кто любит Меня, тех, кто взывает ко Мне, и тех, кто ищет Моего заступничества и доверяет Мне.
Здесь Я буду выслушивать их горести и скорби. Я приму их всех в Своё Сердце и буду лечить их скорби, страдания и печали.
Так беги сейчас же в Теночтитлан и расскажи епископу все, что ты видел и слышал».
Внешний вид Мадонны отражал представления местных индейцев о том, какой должна быть молодая девушка чудной красоты.
Бедный крестьянин послушался её и сразу отправился к францисканскому епископу Хуану де Сумаррага. Тот принял его, но не поверил рассказу и попросил прийти ещё раз попозже, после того как обдумает рассказ. Возвращаясь домой, Диего вновь увидел на холме Мадонну. Он сообщил, что епископ ему не поверил и попросил послать к епископу кого-нибудь «поважней», потому что «я никто». На это Пресвятая Дева ответила: «Сынок, я могла бы послать многих, но выбрала тебя. Завтра утром вернись к епископу и вновь повтори ему, что Пресвятая Дева Мария посылает тебя сказать, что Она желает, чтобы на этом месте была построена церковь».
В воскресенье 10 декабря Хуан Диего отправился сначала в церковь, а потом к епископу. Того по-прежнему терзали сомнения, и он попросил Диего передать Богородице, что ему нужен какой-либо знак свыше. Когда индеец возвращался домой, на том же холме он увидел Богородицу, повелевшую прийти сюда же завтра, чтобы получить «знак» для епископа. Однако, весь следующий день, 11 декабря Хуан Диего провёл у постели умирающего дяди Хуана Бернардино.
12 декабря Диего пошёл в церковь, чтобы привести для своего дяди священника, чтобы он исповедовал и причастил умирающего, причём решил перейти холм Тепейак окольным путём, желая избежать встречи с Девой Марией. Крестьянину было стыдно, что он не пришёл на встречу с Ней 11 декабря, но его уловка не удалась. Богоматерь явилась ему, однако, он сказал, что спешит к дяде. Дева Мария упрекнула его в том, что он не обратился к Ней за помощью сказав: «Не Я ли здесь, Я, твоя Мама?!» (No estoy yo aqui que soy tu Madre?). Она добавила, что не стоит спешить к больному, поскольку тот уже выздоровел, а лучше пойти на вершину холма и забрать оттуда для епископа материальное подтверждение Её слов.
Согласно преданию, когда Диего поднялся на холм, он увидел, что вершина, несмотря на зимнее время, была покрыта цветущими розами. Это были кастильские розы, сорт, который испанские завоеватели к тому времени ещё не завезли в Мексику. Он срезал несколько из них и завернул в тильму — индейскую накидку из кактусового волокна, типа плаща. Придя к епископу, Диего молча развернул плащ и высыпал розы к ногам епископа. Утверждается, что при этом все присутствующие увидели, как на грубой ткани расправленного плаща проступило изображение Богородицы, и преклонили колени перед этим нерукотворным образом.
На следующий день епископ поспешил на место явления Пречистой Девы, чтобы осмотреть холм, на котором следовало воздвигнуть храм Богородице. Там он встретил исцелённого дядю Хуана Диего. Дядя засвидетельствовал, что ему также явилась прекрасная смуглая Незнакомка, сообщившая как следует называть Её нерукотворный образ, запечатленный на плаще племянника — святая Дева Мария Гваделупская. Слово «Гваделупская» в переводе с языка ацтеков означает «Раздавливающая змея».
На холме был возведен храм в честь Девы Гваделупской, куда стали стекаться миллионы паломников со всей Америки. Первая часовня на месте чудесного явления на холме Тепейак была воздвигнута уже к Рождеству, так как множество людей приняли участие в постройке — туда 26 декабря с торжественной процессией тильма с ликом Пречистой Девы была перенесена из епископского дворца. Во время процессии, как утверждается, совершилось первое чудо — местный житель был смертельно ранен в шею стрелой, выпущенной случайно во время стилизованных боевых представлений, проводимых в честь Девы Марии. Его отнесли к образу Пресвятой Девы и умоляли сохранить жизнь умирающему. После извлечения стрелы раненый немедленно выздоровел. Когда весть о нерукотворном образе разнеслась по стране и за её пределами, язычники-ацтеки стали массово креститься, причём по собственной инициативе, без каких-либо просветительских усилий со стороны миссионеров. За семь лет крещение приняло восемь миллионов человек, то есть практически всё индейское население, проживавшее в Мексике. Это стало не меньшим чудом, чем само явление Девы Марии. Для сравнения, христианизация Европы растянулась почти на тысячу лет.
Фундамент базилики, построенной в XVIII веке, со временем сильно просел и её надолго закрыли. В 1976 году рядом построили новую базилику на 20 тысяч человек.
В начале 20-х годов XX века в храме был организован теракт — взорвалась бомба, подложенная в одну из ваз с цветами, стоявшую рядом с иконой. Погибло два человека, тяжелое металлическое распятие было искорёжено и отлетело в сторону. Это распятие сегодня хранится под стеклом в память о серьёзных разрушениях в храме. Несмотря на то, что эпицентр взрыва находился под иконой, она не пострадала.
В 2002 году Ватикан канонизировал Хуана Диего. Он стал первым в истории католическим святым индейского происхождения.
В настоящее время к Богородице Гваделупской ежегодно совершают паломничество до 20 миллионов человек — самый большой показатель в мире.

## Научные исследования

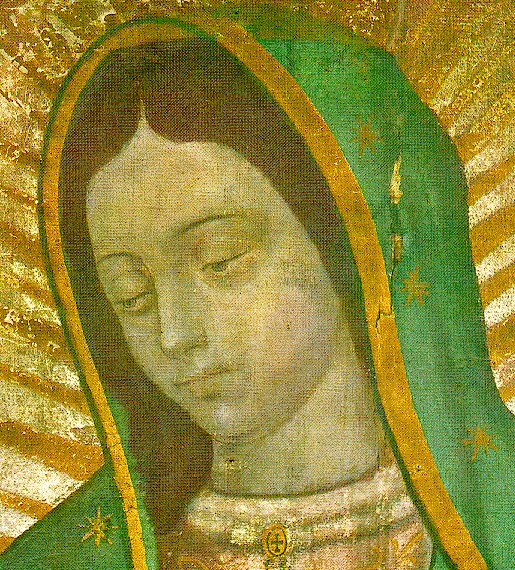
Деталь лика Девы Гваделупской

Образ Богородицы и материал плаща (тильмы), на котором она изображена, были подвергнуты как минимум трем независимым экспертизам ткани в период с 1947 по 1982 год, в результате которых учёные не пришли к единому мнению относительно природы образа на ткани. При этом выводы экспертов довольно противоречивы.
Рихард Кун, лауреат Нобелевской премии в области химии, утверждал, что при создании этого образа не использовались красители природного (ни животного, ни растительного, ни минерального) происхождения. В 1979 году Филипп Кэллахан и Джоди Б. Смит после изучения иконы в инфракрасном свете заявили, что, по их мнению, части лица, рук, одежды и мантии на образе созданы в один приём, без исправлений и очевидных видимых мазков кисти.
А по утверждениям перуанского учёного Хосе Асте Тонсманна из Мексиканского центра исследований Гваделупы, изучавшего икону на протяжении двадцати лет, цифровая обработка отсканированного лика показывает, что в глазах сохранены изображения Хуана Диего. Причём одно и то же изображение присутствует в обоих глазах, но в разных ракурсах, точно так же, как в человеческих глазах отражается то, что происходит перед человеком. С помощью электронного микроскопа офтальмолог доктор Тонсманн увеличил зрачки Божией Матери на иконе в 2500 раз. Диаметр зрачков составляет около 7 мм. Доктор обнаружил не только упомянутую фигуру, но изображения всех находившихся в покоях кардинала в тот момент, когда тильма была впервые открыта перед Сумаррагой 12 декабря 1531 года. В зрачках Богоматери помимо епископа видна небольшая семья: мать, отец, дети, всего четырнадцать человек, включая молодую чернокожую девушку, рабыню Сумарраги, которая по его завещанию получила свободу. Эти микроскопические изображения не могли быть выполнены человеческой рукой, даже в наше время такая задача была бы трудновыполнима. Так, в ухе индейца хорошо видна серьга. Она тоньше человеческого волоса. Среди других подобных микроскопических деталей — слезы волнения на лицах, завязки сандалий сидящего на земле индейца.
Ряд экспертов утверждают, что полотно не несёт никаких следов грунта, который обязательно должен наноситься на ткань перед краской. Они также отмечают отличную сохранность как самого материала, так и изображения, при том что ткань из волокон кактуса крайне недолговечна и, как правило, за 20 лет приходит в негодность. Здесь же тильме около 500 лет, причем как минимум 130 лет она не была помещена под стекло и подвергалась воздействию атмосферы, копоти свечей, прикосновений и поцелуев верующих.

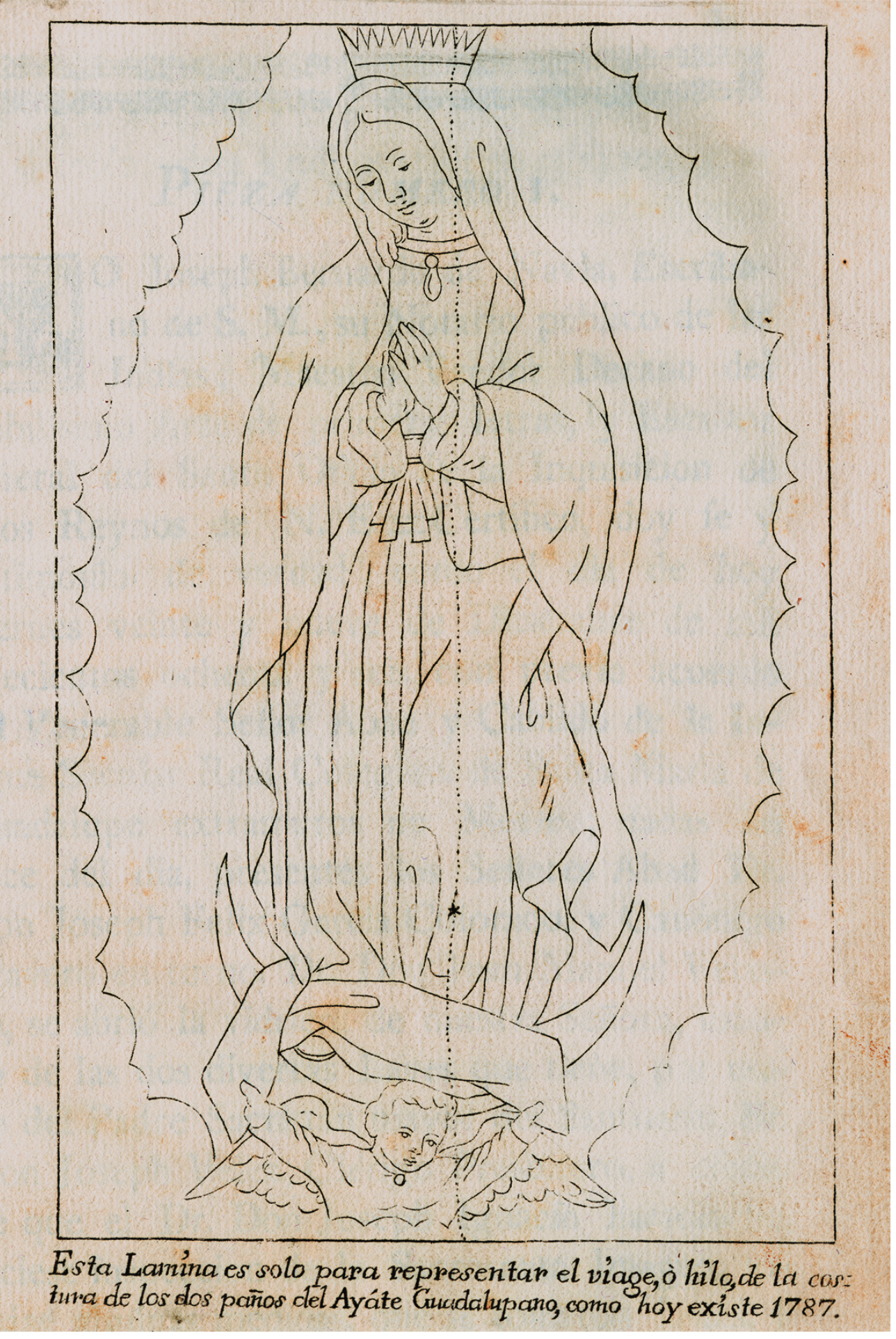
Рисунок, который показывает один из первых анализов guadalupanos, в котором изучается, как можно было сформировать деву, когда аят разрезали пополам и соединяли с грубым швом.

В то же время существуют источники, согласно которым инфракрасный анализ и съемки крупным планом показывают, что был применён пигмент для выделения области лица, чтобы скрыть текстуру ткани. Наблюдаются также очевидное растрескивание и шелушение краски по всему вертикальному шву. Кроме того, инфракрасный анализ показывает черту на халате, что напоминает линию эскиза. Возможно, художник набросал контуры рисунка перед покраской. Художник-портретист Глен Тейлор отметил, что волосы Девы находятся не по центру, а глаза, в том числе зрачки, имеют очертания, какие часто наблюдаются на картинах, но не в натуре, и что эти контуры были нанесены с помощью кисти, причем многие другие данные свидетельствуют: рисунок просто был скопирован неопытным художником, но мастерски подделан. С другой стороны, существует мнение, что исследователь религиозных чудес из штата Нью-Йорк Джо Никел (Joe Nickell) — сомнительный источник подобных данных. Как пример, можно вспомнить его версию объяснения феномена крови святого Януария. Джо Никел утверждает, что это не кровь, а микстура из воска, окиси железа и оливкового масла, которая начинает плавиться при малейшем изменении температуры). При этом он никогда не исследовал данную реликвию, а его версия игнорирует результаты её спектральных исследований 1902, 1989 и 2010 годов (G. Sperindeo; Байма Болоне; Джузеппе Герасси), согласно которым спектр вещества, содержащегося в двух ампулах, соответствует оксигемоглобину, то есть соединению гемоглобина с кислородом, что свойственно для крови.
Звёзды, украшающие одежды Богородицы складываются в карту созвездий, причём именно так они были расположены в небе над Мехико 12 декабря 1531 года, в день явления Богоматери индейцу Хуану Диего.

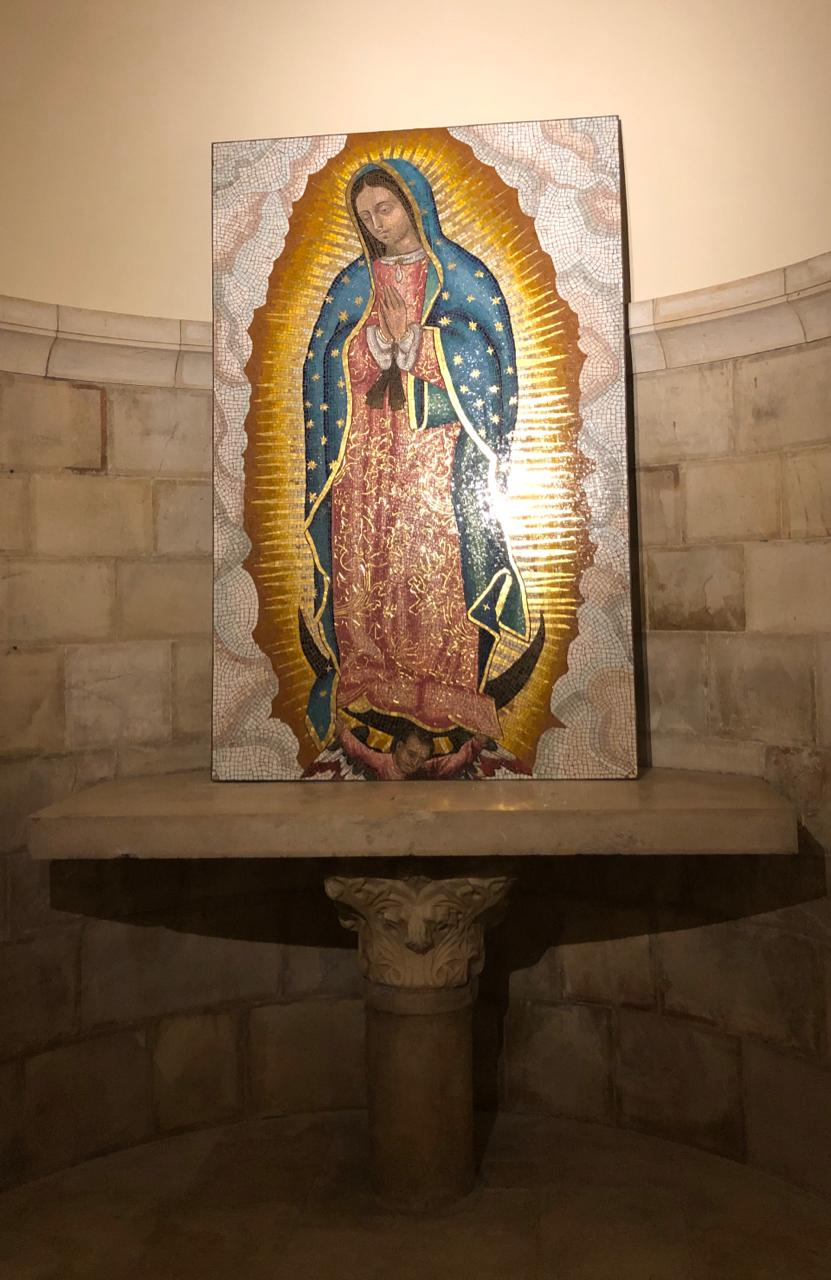
Мозаичная икона в крипте храма Успения Богородицы, бенедектинский монастырь Дормицион, Иерусалим

В 1736—1737 годах молитвы к Гваделупской Богородице остановили смертоносную эпидемию, едва не выкосившую всё население Мексики, после чего 27 апреля 1737 года папа Климент ХII объявил Деву Марию Гваделупскую небесной покровительницей Мехико. В 1754 году папа Бенедикт XIV провозгласил её покровительницей и защитницей Новой Испании. 24 августа 1910 года папа Пий Х объявил её покровительницей всей Латинской Америки. В 1935 году она была объявлена покровительницей Филиппин, а в 1999 году — всего населения Америки и Звездой евангелизации.